# Mike O'Malley
Michael Edward O'Malley (født 31. oktober 1966) er en amerikansk skuespiller og forfatter, der har optrådt i film og tv-serier. Han er nomineret til en Emmy for sin rolle som 'Burt Hummel' i Fox' hit-serie Glee. O'Malley har for nylig begyndt sin tredje sæson som forfatter på Showtime's dramaserie Shameless. 
Han er født i Boston og opvokset i New Hampshire. O'Malley flyttede til Los Angeles i slutningen af 1990'erne for at blive stjerne i en serie for NBC, kaldet The Mike O'Malley Show . Han tilbragte derefter de næste seks år med at spille 'Jimmy Hughes' på CBS' hit-serie Yes, Dear. Han har medvirket som gæst i serier som My Name Is Earl, Parenthood, og Parks and Recreation og fortsætter med at arbejde i film som 28 Days, Deep Impact, Pushing Tin, Cedar Rapids, Leatherheads, The Perfect Man, Eat, Pray, Love, So Undercover, og R.I.P.D.. 
Mike er en dramatiker af teaterstykker såsom Three Years From Thirty and Diverting Devotion, og han for nylig tilpasset sit stykke for Peter Askin's film Certainty, som vil blive frigivet i efteråret 2012. O'Malley bor i Los Angeles med sin kone Lisa og deres tre børn, Fiona, Seamus og Declan.

## Eksterne links
- Mike O'Malley på Internet Movie Database (engelsk)
- Mike O'Malley på Scope
- Mike O'Malley på Svensk Filmdatabas (svensk)
- Mike O'Malley på AlloCiné (fransk)
- Mike O'Malley på AllMovie (engelsk)
- Mike O'Malley på Turner Classic Movies (engelsk)
- Mike O'Malley på Rotten Tomatoes (engelsk)
- Mike O'Malley på TV Guide (engelsk)
- Mike O'Malley på The Movie Database (engelsk)
- Mike O'Malley på Internet Broadway Database (engelsk)